# Kokedama
 (février 2011).

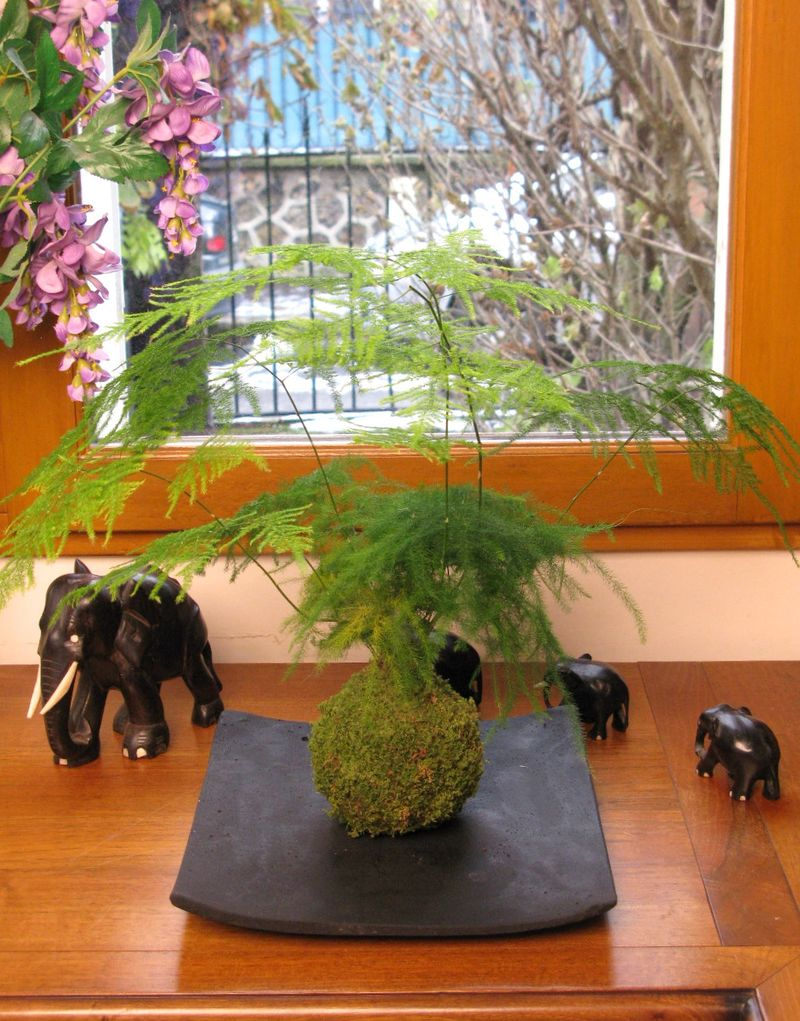
Kokedama dAsparagus plumosus.

Les kokedama (苔玉), des « sphères de mousse » sur lesquelles s'épanouissent des plantes, sont apparus au Japon au début des années 1990.
Dans les grandes villes japonaises, on trouve des fleuristes spécialisés dans les kokedama ou des espaces consacrés au kokedama dans certains grands magasins.

## Description

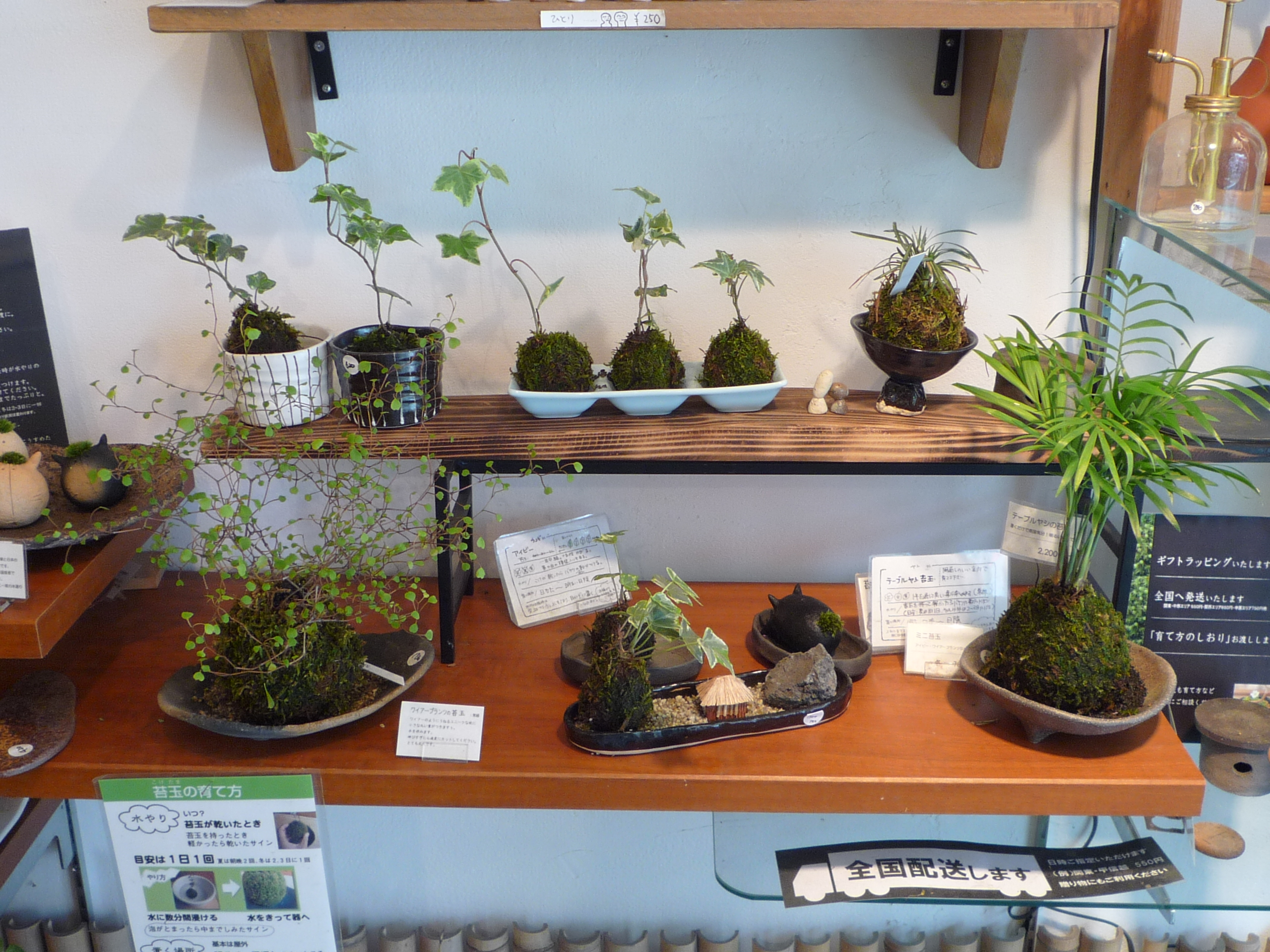
Fleuriste spécialisé en kokedama à Kyoto.

Cette mise en situation très particulière des plantes met celles-ci en valeur et la mousse donne un aspect très naturel à la conception.
Le kokedama trouve son origine dans le mariage de plusieurs techniques ancestrales existantes au Japon. On peut en citer trois principales :
- nearai (根洗い?) : association de plantes sauvages placées sur un dôme de terreau de petite taille (10 à 15 cm) posé dans une poterie traditionnelle ;
- kusamono : association de plantes de saison implantées dans une poterie artisanale laquelle est posée sur un jiita (地板?) (tranche de bois très ancien laquée). Les kusamono sont dits plantes d'accompagnement car placés à côté d'un bonsaï pour indiquer la saison ;
- bonsaï : arbre contraint à rester de petite taille et planté dans une poterie traditionnelle.

Le bonsaï véhicule l’image stéréotypée d’une personne d’âge mûr, en retraite, qui consacre une grande partie de son temps à s’occuper minutieusement de ses chers arbres nains. Cette image d'Épinal a évolué, grâce à ce que l’on appelle le modern bonsaï. Il reste que les techniques mises en œuvre et le temps qu'il faut consacrer pour entretenir un bonsaï les réservent aux amateurs avertis. De ce constat est né le kokedama. Créer un kokedama est un véritable plaisir et son entretien est réduit puisqu'il faut simplement le baigner et le vaporiser régulièrement. Les Japonais créent leur kokedama à partir de plantes qu'ils vont chercher dans la forêt ou en montagne.
Le bonsaï traditionnel demande également un lieu d'exposition spécifique dit tokonoma. Durant la période Muromachi (1333-1573) existait une place dans les habitations chez la classe supérieure où était placée une table basse portant des encens ou des fleurs au-dessus de laquelle un dessin bouddhiste avait été placé. Cet emplacement a évolué en alcôve avec un plan élevé pour remplacer la table. Puis le caractère religieux a disparu. Cette alcôve  est toujours utilisée dans les maisons traditionnelles, en tant que place idéale pour admirer un changement de saison en accrochant un kakemono et en posant des compositions ikebana ou un bonsaï devant. Le kakemono évoque un lieu (forêt, rivière, cascade, rizière, etc.).
Aussi, si l’on ne dispose pas du traditionnel tokonoma, on peut tout simplement utiliser le kokedama comme composition végétale décorative.
Ce plaisir de création et de décoration, associé à sa facilité d'entretien et cette proximité avec la nature correspond plus aux aspirations des nouvelles générations et a suscité un véritable engouement au Japon.

## Techniques

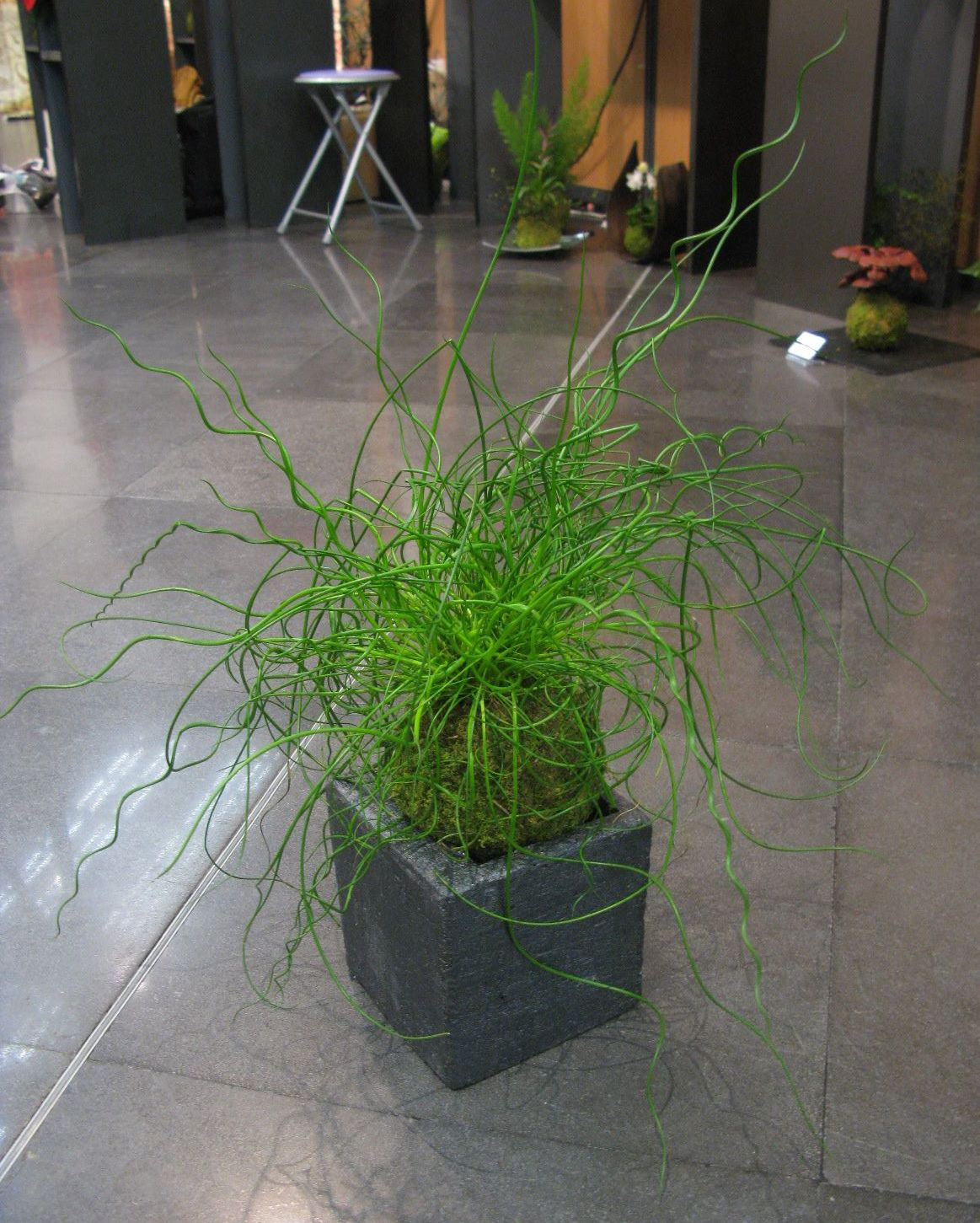
Kokedama de jonc spiralé

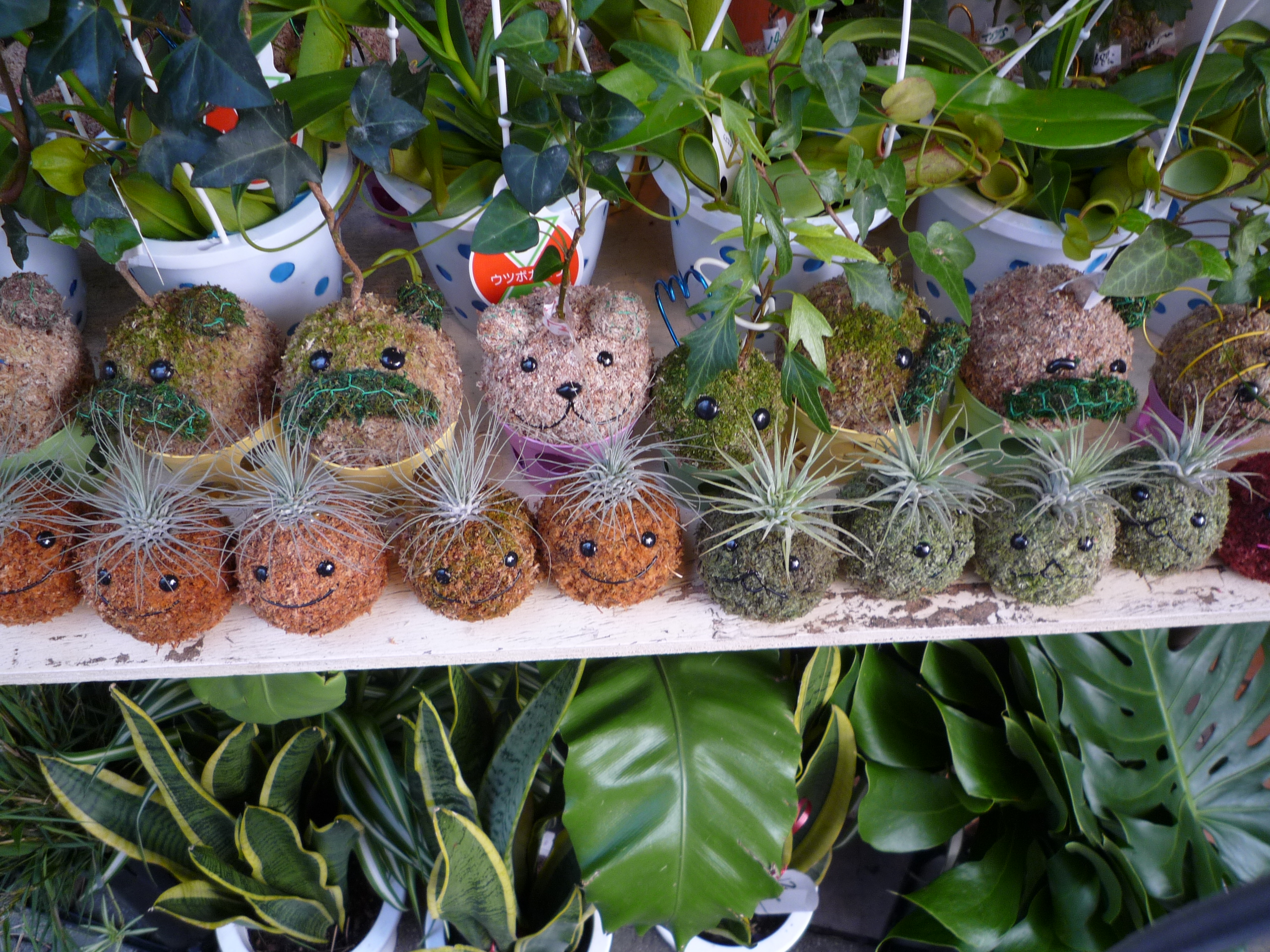
Kokedama en mousse compressée et colorée.

Il existe diverses techniques, chacune ayant ses avantages et ses inconvénients.

### Technique dite traditionnelle
Le substrat à utiliser est à base d'une argile noire récoltée au fond des rizières et d’akadama (赤玉, argile rouge granuleuse). On ajoute divers composants comme de la terre du mont Fuji (富士砂, Fuji-zuna). Chaque école possède ses secrets. Les proportions des différents constituants varient beaucoup en fonction des exigences de la plante. Le port de gants fins est conseillé pour éviter d'avoir des mains noircies. Le mélange obtenu doit être pétri longuement avec précaution pour éviter de broyer l’akadama. On obtient une pâte plastique. On peut alors la façonner en boule.
La plante est enlevée de son pot et ses racines sont débarrassées de la terre avec précaution. On utilise un démêleur (morceau de bambou en forme de lame). Les racines trop importantes peuvent être taillées (jusqu'à 1/3). Le végétal est prêt à être « transplanté ». On rassemble alors légèrement les racines. On applique le mélange sur les racines en évitant de casser les radicelles qui sont très fragiles. On ajoute du mélange jusqu'à obtenir une sphère. La taille de la sphère est question d'esthétisme. Elle est couramment de six à dix centimètres.
La dernière étape consiste à habiller la sphère de mousse. On prend un morceau de mousse plate et l'on recouvre la sphère. Il est souvent nécessaire d'utiliser plusieurs morceaux. La mousse est fixée à l'aide d'un fil enroulé autour de la sphère de manière irrégulière selon des méridiens imaginaires. En fonction des écoles de kokedama, le fil est soit en aluminium (0,5 mm), soit en coton noir, soit en coton vert ou soit en nylon.
Une fois finie, la mousse peut être taillée pour donner un aspect plus lisse. Puis, le kokedama est plongé dans l'eau pendant environ dix minutes. Cela permet de le laver (de l'argile noire et des petits débris végétaux en particulier) et de tasser la terre autour des racines. L'eau doit être à température ambiante, voire tiède. Elle doit être faiblement minéralisée (moins de 250 g/l de résidus minéraux, sinon il y aura des dépôts de concrétions minérales sur le mousse) et sans chlore (fatal pour les mousses).

### Technique de la sphaigne non compressée
Dans cette technique, on utilise de la sphaigne (sphagnum) séchée réhumidifiée qui remplace le mélange de la technique traditionnelle. On enveloppe les racines jusqu'à faire une sphère. Celle-ci est ensuite enveloppée de mousse. Cette technique est utilisée pour les plantes aimant les substrats humides : juncus spiralis, acorus gramineus, ophiopogon, etc.

### Technique de la sphaigne compressée
Pour cela, on utilise une sphère déjà formée composée de sphaigne colorée et compressée. Ce type de sphère est introuvable en Europe. Il en existe de plusieurs diamètres et plusieurs coloris. Un emplacement au centre permet de placer la plante avec une partie de son terreau. Ces kokedama sont souvent personnalisés avec des yeux, un nez et une bouche.

### Technique simplifiée
Le seul matériau utilisé est l'argile noire. On n'enlève pas la terre des racines de la plante. On en enlève un peu afin de former une sphère avec le substrat d'origine de la plante. Puis on applique une couche (0,5 cm environ) de cette argile noire. On enveloppe alors cette sphère de mousse.
L'intérêt est que la plante reste dans son substrat d'origine et l'inconvénient est que l'on obtient un kokedama dont la rétention en eau est très faible. Il demande plus de vigilance pour garder une humidité suffisante.

## Matériaux

### La mousse
Au Japon, il y a plus de 2 300 espèces de bryophytes (mousses) alors que sous nos climats, on en rencontre environ 1 300[Où ?]. Une centaine d'espèces sont régulièrement utilisées pour les jardins, murs végétaux, verdissement de talus, bonsaïs et kokedama. Pour les kokedama , trois espèces de bryophytes sont employées :
- Rhacomitrium canescen : suna-goke, pour une utilisation au soleil ;
- Hypnum plumaeforme : hai-goke, pour une utilisation à mi-ombre ;
- Thuidium : shinobu-goke, pour une utilisation à l’ombre.

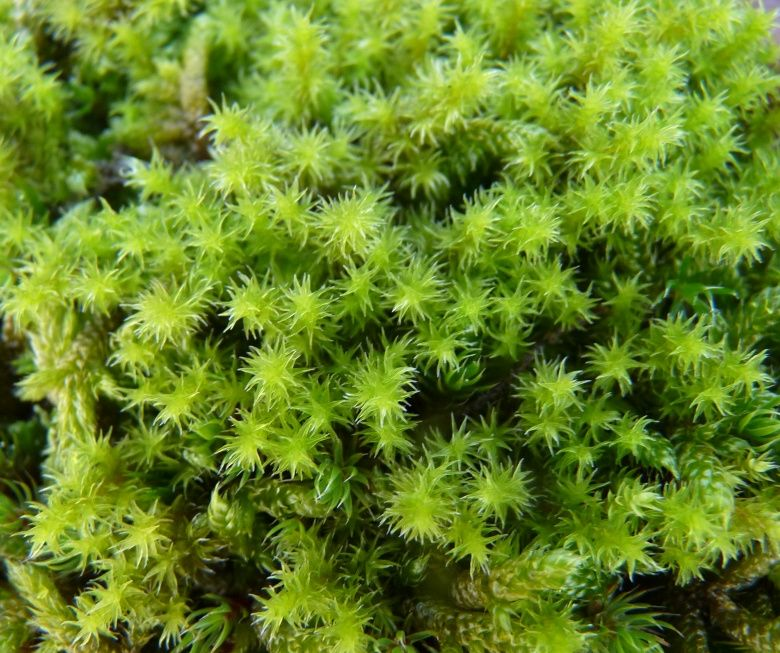
Racomitrium canescens.
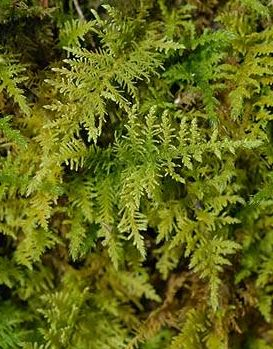
Hypnum plumaeforme.
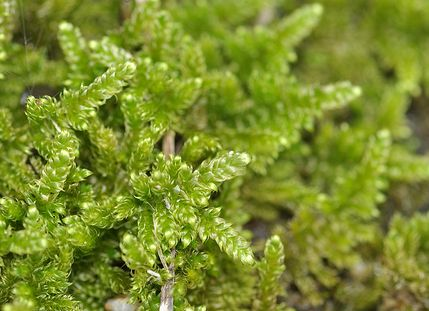
Thuidium.

En France, on trouve Rhacomitrium canescen, Hypnum plumaeforme et des Thuidium. Distinguer les différentes espèces est très délicat. Pour les prélever dans la nature, il est indispensable de demander au propriétaire son autorisation. Cette cueillette se fera avec beaucoup de parcimonie car les mousses poussent très lentement et ont un rôle important tant dans la stabilité des sols, l'hygrométrie des micro-climats (zones spécifiques de quelques mètres carrés) et comme abris pour la micro-faune. Il est préférable de demander de la mousse à une jardinerie.
Une fois réalisés, les kokedama sont déposés sur des supports le plus souvent plats en argile, ardoise, bois, pierre, etc. Les kokedama peuvent être également mis en suspension.

### Choix des végétaux

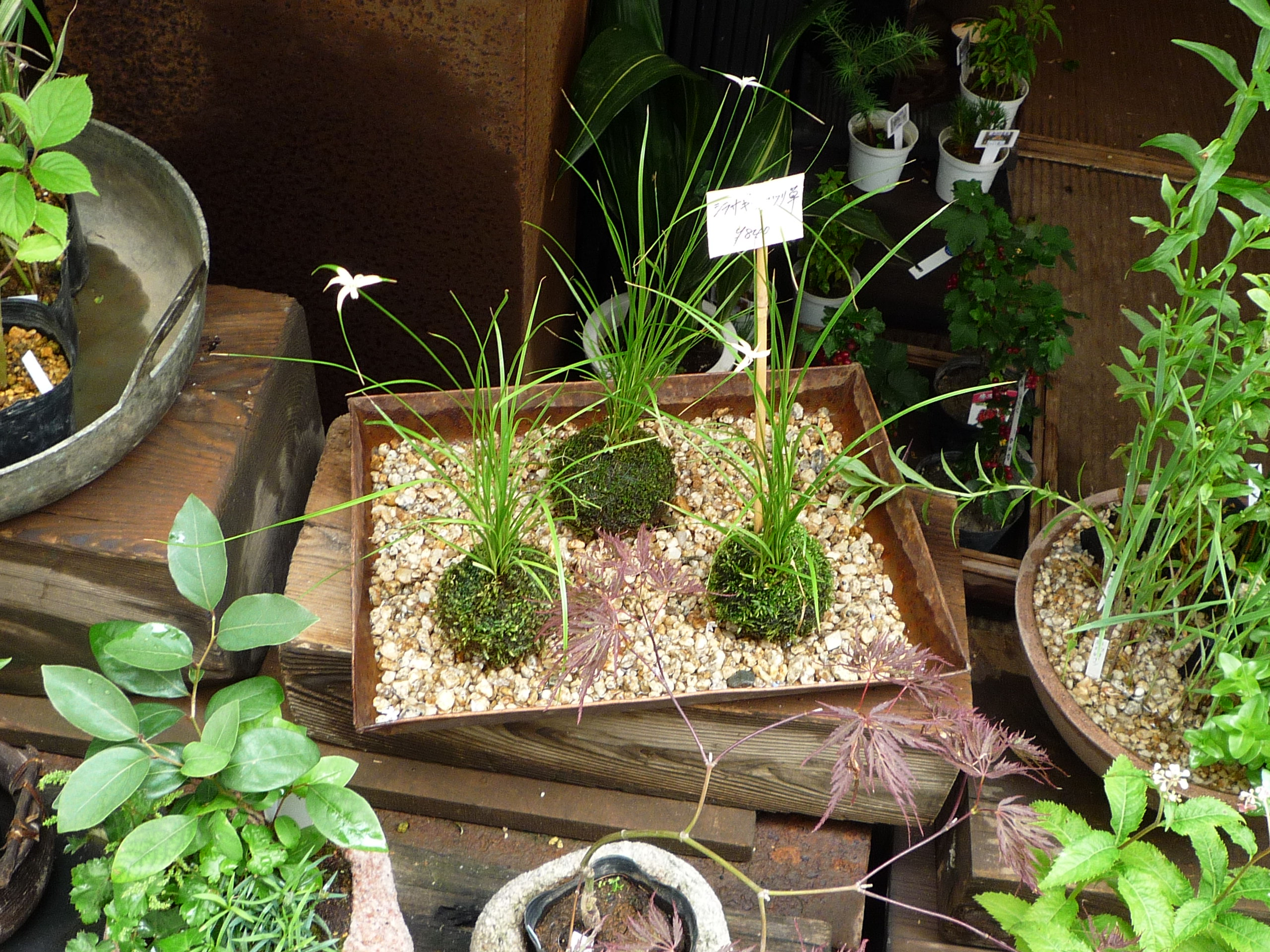
Kokedama avec l'orchidée Habenaria radiata sur un lit de gravier.

Le choix des végétaux est très large. Il est préférable d'employer des végétaux d'intérieur plus faciles à surveiller et pour lesquels la littérature d'entretien est abondante si des difficultés surgissent.

## Entretien
Il est important d’apporter un environnement favorable (lumière, absence de courant d'air, température, hygrométrie, etc.) propice au kokedama en fonction de la plante utilisée. Le kokedama supporte mal les rayons du soleil direct et l’air conditionné, donc il faut éviter ce genre de situation. En ce qui concerne l’arrosage, il est à adapter selon la saison et l'hygrométrie.
En fait, un kokedama se baigne. On immerge la sphère environ toutes les semaines d'octobre à avril et tous les deux ou trois jours de mai à septembre, voire plus. On ressort le kokedama au bout d'une dizaine de minutes dès qu’il n’y a plus de bulles d’air qui remontent. L'eau doit être à température ambiante, faiblement minéralisée et sans chlore.
Au Japon, en fonction de la mousse utilisée, il faut pulvériser de l'eau sur la mousse. En été, il faut le faire deux fois par jour, matin et soir, au moment où la chaleur se fait moins sentir, et en hiver, une fois par jour, à midi, au meilleur moment de la journée. La mousse est étonnamment résistante. Même si on a l’impression qu’elle est morte, desséchée, on peut la faire revivre.
Si la plante n’est pas en forme, la littérature donnera des conseils. Il est possible de diluer de l’engrais dans de l’eau et en mettre dans l’eau de trempage. Attention, il est nécessaire de diluer par dix par rapport aux indications de dosage, sinon cela risque de nuire à la plante et surtout à la mousse.